# (200312) 2000 ER59
(200312) 2000 ER59 es un asteroide perteneciente al cinturón de asteroides descubierto el 10 de marzo de 2000 por el equipo del Lincoln Near-Earth Asteroid Research desde el Laboratorio Lincoln, Socorro, Nuevo México, Estados Unidos.

## Designación y nombre
Designado provisionalmente como 2000 ER59.

## Características orbitales
2000 ER59 está situado a una distancia media del Sol de 3,034 ua, pudiendo alejarse hasta 3,492 ua y acercarse hasta 2,575 ua. Su excentricidad es 0,151 y la inclinación orbital 2,679 grados. Emplea 1930,42 días en completar una órbita alrededor del Sol.

## Características físicas
La magnitud absoluta de 2000 ER59 es 15,5. Tiene 3,868 km de diámetro y su albedo se estima en 0,082. 